# マドンナ (歌手)
マドンナ・ルイーズ・チッコーネ（英語: Madonna Louise Ciccone、1958年8月16日 - ）は、アメリカ合衆国のシンガーソングライター、女優。ミシガン州ベイシティ出身。堅信名はヴェロニカ（英語: Veronica）。
世界で最も成功を収めた女性音楽家であり、「クイーン・オブ・ポップ」と称される。
史上最も売れたアーティストの1人。作品の売上枚数は2億7000万から3億枚以上とされ、『ギネス世界記録』において「全世界で最も売れた女性レコーディング・アーティスト」そして「史上最も成功した女性アーティスト」として認定されている 。2008年にはロックの殿堂入りを果たしている。
VH1の「音楽界で最も偉大な女性アーティスト」において第1位 。
「ビルボードの選ぶ歴史上最も偉大なHot 100女性アーティスト」において第1位。
「ビルボードの選ぶチャート史上最も成功したトップ100のアーティスト」で第2位。
「ローリング・ストーン誌の選ぶ歴史上最も偉大な100組のアーティスト」で第36位。
米国タイム誌では「過去1世紀で最も影響力を持つ25人の女性」に選出。

## 略歴

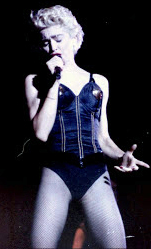
1987年,Who’s That Girl World Tourでのマドンナ

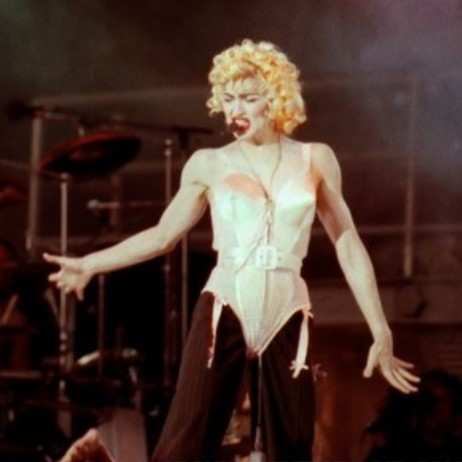
1990年、Blond Ambition World Tourでのマドンナ

1980年代前半にニューヨークの盛り場からデビューを果たし、ミュージック・ビデオという新たな表現方法を存分に取り入れた革新的なダンス音楽と、過激で性的な写象で国内外で爆発的な人気を獲得し、ヒット曲を連発。影響力はファッションやカルチャーにまで及び、彼女の作品や動向はしばしば議論や社会問題に対する問題提起のきっかけを生んだ。デビュー当初からしばらくはセックス・シンボル的な見方も強かったが、自身の楽曲制作では作詞作曲を手掛けるライターとして常に参加しており、そのキャリアの中で自身の音楽スタイルやファッションなども常に刷新し続けてきた。エレクトロニカやニューエイジ・ミュージックを取り入れた内省的な作風のアルバム『レイ・オブ・ライト』は全世界で2,000万枚を売り上げ、グラミー賞で4部門を受賞するなどして音楽的にも高い評価を受けるようになり、その後も2005年のアルバム『コンフェッションズ・オン・ア・ダンスフロア』が全世界40カ国で1位を記録するなど、現在に至るまでポップ・ミュージック界の重鎮として存在感を示している。
活動は音楽に留まらず、音楽出版会社の設立や、映画や舞台への出演、成人向け写真集『SEX』の出版から児童書の執筆、映画監督、香水や化粧品の開発など多岐にわたる。
世界中で幾多の記録を達成し、2015年時点で273の賞を受賞するなど、受賞・ノミネート歴も多数。最もチケットを売ったツアー・アーティストとしてギネス世界記録を保持し続けているほか、MTV Video Music Awardsでは20の賞を受賞している。
ゲイ・アイコンの代表的な一人としても知られており、デビュー当初からLGBTQの権利を主張したり支援活動を行ってきた。2019年には長年の功績を称えられてGLAADメディア賞からビル・クリントン前大統領に引き続いて史上2人目となる「アドヴォケート・フォー・チェンジ」賞を授与された。

## 来歴

### 生い立ち
1958年8月16日、母の実家のあるアメリカ合衆国ミシガン州ベイシティのマーシー病院にて、8人兄妹の3番目として誕生。
父はイタリア系アメリカ人1世のシルビオ・チッコーネ（1931〜）、母はフランス系カナダ人のマドンナ・ルイーズ・チッコーネ（1933〜63）。幼少期を同州ポンティアック市で過ごした後、家族が増えたことにより同州ローチェスターヒルズ市へ転居した。
父はゼネラルモーターズのデザインエンジニア。実母はマドンナが5歳の時乳癌で死去し、父はほどなく再婚した。母の死や、父および継母との確執は彼女の心に大きな影響を及ぼし、後年「プロミス・トゥ・トライ」「オー・ファーザー」などの楽曲のテーマとして歌われている。一方で弟や妹の面倒もよく見ていた。習い事を幼い頃からしており、最初はピアノを習っていたが、父親にバレエを習いたいと懇願し、変えてもらった。その後、モダンダンスやジャズダンスなどのダンスも習っている。
ミシガン大学に進学したが中退し、1978年35ドルを持ってグレイハウンドの長距離バスで郷里を後にニューヨークへ出発した。ニューヨーク到着後、タクシーの運転手にこの街で一番大きな場所へ行ってと言い、タイムズスクエアで降りたマドンナは「私はこの世界で神よりも有名になる」（神様と同じぐらい有名になるまで、私は幸せではない）と誓った。無名時代には生活のためにヌード・モデルを引き受けたりもしている。なお、ベジタリアンとなったのは、ニューヨーク移住後である。
同年、ニューヨークで『パトリック・エルナンデス・レビュー』にダンサーとして出演。他にも数々の職に就く。この頃出演していた成人映画が有名になってからビデオで発売された。81年にソロとなり、ポップ・スターを目指すようになった。

### スターとしての成功
1982年にシングル「エヴリバディ」でデビュー、翌年には初のアルバム『バーニング・アップ』を発売する。
その後、1980年代には「ホリデイ」「ラッキー・スター」「ボーダーライン」「ライク・ア・ヴァージン」「マテリアル・ガール」「クレイジー・フォー・ユー」「イントゥ・ザ・グルーヴ」「パパ・ドント・プリーチ」「オープン・ユア・ハート」「ラ・イスラ・ボニータ」「ライク・ア・プレイヤー」「エクスプレス・ユアセルフ」、1990年代には「ヴォーグ」「ジャスティファイ・マイ・ラヴ」「エロティカ」「テイク・ア・バウ」「フローズン」「レイ・オブ・ライト」、そして2000年代以降は「MUSIC」「ドント・テル・ミー」「ダイ・アナザー・デイ」「アメリカン・ライフ」「ハング・アップ」「ソーリー」など多数のヒット曲を発表。また、その活動は後進のアーティストにも多くの影響を与え、中でもマドンナがデビューして以降の女性アーティストが昨今の音楽シーンで活躍するための道を切り拓いたといわれている。
ブリトニー・スピアーズ（「ミー・アゲインスト・ザ・ミュージック」）、カニエ・ウェスト（「ビート・ゴーズ・オン」）、マルーマ（「メデジン」）、サム・スミス（「ヴァルガー」）、ザ・ウィークエンド（「ポピュラー」）など世代の違うアーティストとのコラボレーションも積極的に行っている。

## 人物

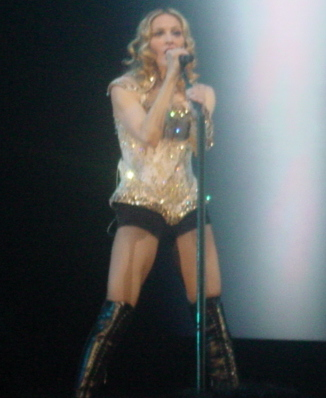
2004年、Re-Invention World Tourでのマドンナ

### 結婚と家族
2回の結婚歴と離婚歴がある。最初の結婚相手は俳優のショーン・ペンで、1985年に結婚、1989年に離婚した。その後、2000年に映画監督のガイ・リッチーと再婚。マドンナはカバラ教徒だったが、ガイ・リッチーはクリスチャンであり、2008年の離婚時にはマドンナがガイに推定7600万〜9200万ドル（約60億〜72億円）を支払っている。1996年10月14日に生まれた長女は「ルルド（英語読みでローデス）・マリア」と命名。2000年にガイとの間に第二子長男ロッコが誕生。その後マラウイから養子を迎え現在は6人の子供の母親である。
デニス・ロッドマンや2パックと交際していた時期もある。更に「ジャスティファイ・マイ・ラヴ」のビデオや『SEX』に出演したモデルのトニー・ウォードとも一時期恋人関係にあった。

### 発言
アメリカ合衆国の銃問題について早くから警鐘を鳴らしており、2019年には「子供を学校に送るのに、この時代のどの母親が感じているのとも同じ恐怖を抱えている」「母親になると世界中の子供たちに対して守らなきゃいけないという気持ちと責任を感じる」とインタビューで語った。同年には銃規制を訴える楽曲「ゴッド・コントロール」を発表している。
2010年、ゲイの少年の自殺が社会問題化した際には「ゲイ・コミュニティが無ければ今の私はいない」とし、自身の学生時代について「溶け込めるグループが無くて、自分自身を変人だと感じていた」「だけど同性愛者のバレエ教師のサポートのおかげで、10代の私はありのままの自分でいられるようになった」と振り返り、「誰の人生にも励ましてくれると感じさせてくれるような人がいるべきだ」と『エレンの部屋』を通じてメッセージを送った。
ゲイ・コミュニティへの長年の支援により、2019年、GLAAD賞の「アドヴォケート・フォー・チェンジ」賞を受賞した際の15分に渡るスピーチでは「社会的に疎外された全ての人々のために戦うことは、私が背を向ける事のできない義務であり名誉ですし、これからも背を向けることは無い」と語った。
自身の作品への創作意欲について様々なところにインスピレーションの源があるといい、「苦しみは私にとって大きな情報提供者であり、創造の大きな触媒でもある。悲しみ、絶望、不公平感、それらを全て作品に注ぎ込む。」と2014年のインタビューで語っている。またハッピーな時と悲しい時、どちらの場合に曲を書きやすいのかを訊かれた際には「悲しい時」だと笑い、「残念ながらね、でもいいの、だって私はいつだって哀しいんだから。だから私たちは上手くやっているわ。それに悲しいというより、何かに腹を立てているともいえるわね。」と答えている。
2016年、ビルボードのウーマン・オブ・ザ・イヤーを受賞した際のスピーチでは「歳をとるということは罪のように扱われる。批判され、中傷され、ラジオで曲をかけてもらえなくなる」「人々は私のことを物議を醸す人だと言うけれど、その中で一番物議を醸したのは私がここまで残ってきたことだと思う」と語った。
そのキャリアの中で様々なバッシングも浴びてきたが、2005年のインタビューで「人から貶されるのには慣れている。キャリアをスタートさせた頃から、才能がないだとか、歌えないとか、一発屋だと言われてきた。22年前の事よ」と答えている。
2008年のインタビューでは「他に征服出来るものがあるとするならば？、出来るなら自分のエゴね。」と語っており、2009年のインタビューでは「毎日を人生最後の日のように頑張って生きる。自分自身にも他人にも良くあるように努力する。それがいつも成功しているとは限らない。それでも私はそうするし、それが私の目標なの。」と語った。

### 体験
ニューヨークに来た最初の年に強姦の被害に遭っており、「ニューヨークは私を温かく迎えてはくれなかった。最初の一年、私は銃を突き付けられ、屋上でレイプされ、背中にナイフを突きつけられたまま引きずり上げられた。そしてアパートには3回押し入られた。なぜかは分からない、だって最初に襲われた時にラジオを奪われてから、私はお金になるようなものは何も持っていなかったのだから。」と壮絶な体験を語った。
2012年、ロシアのモスクワで開催されたコンサートの中で、同年2月にウラジーミル・プーチン大統領を批判する曲を演奏したことで逮捕起訴されたバンド、プッシー・ライオットについて「全員が言論の自由を持っている」と彼らへの支持を表明し釈放を求めた。これによって脅迫を受け、アメリカ大使館がコンサートに訪れる客に対して注意喚起を出すほどになったが、脅迫に屈せず同地での以降の日程を予定通り開催した。

## 慈善活動

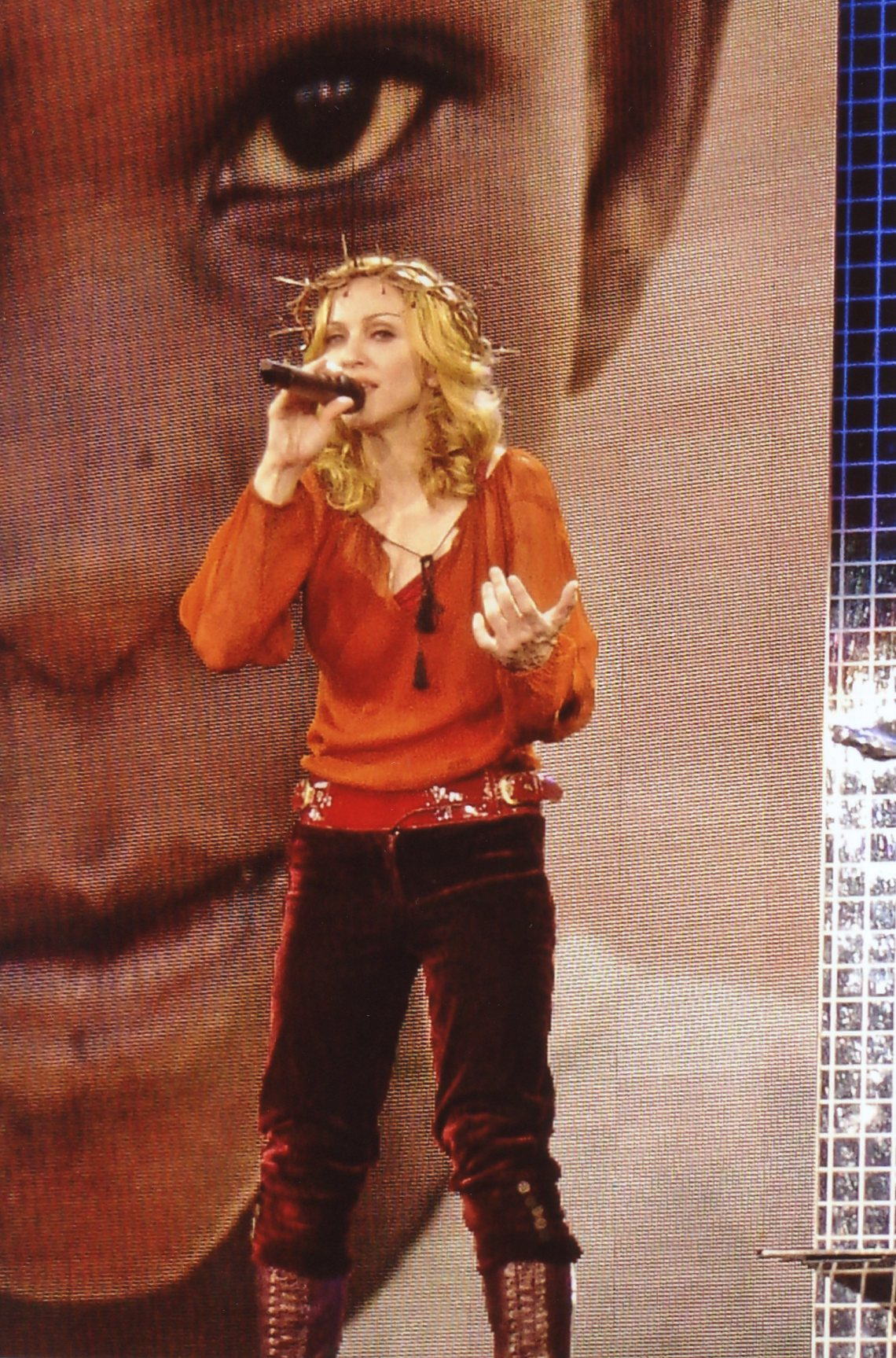
2006年、Confessions Tourでのマドンナ

積極的に慈善活動、LGBTQコミュニティへの支援、社会問題への取り組みを行っており、1998年にはレイ・オブ・ライト財団、2006年にはレイジング・マラウイ基金を設立。以下はその慈善活動の一部である。
- エイズ問題にいち早く積極的に取り組み、アルバム『ライク・ア・プレイヤー』にはエイズへの正しい知識を呼びかけるライナーを封入[45]。1987年の「Who's That Girl World Tour」では7月13日のマディソン・スクエア・ガーデン公演をエイズ研究財団への寄付のために開催。収益の40万ドルを寄付した[46]。更に陽性者への寄付金を集めるダンス・マラソンへの参加や予防の啓発も積極的におこなった[47]。こういった活動の背景には友人をエイズで亡くしたことが影響している[46]。

- 2006年、アフリカ孤児のために300万ドルを寄付[48]。

- 2009年4月、『デイリー・メール』紙の電子版によると、イタリア中部で起きた地震の被災者に50万ドル（日本円で約5,000万円）を寄付した。マドンナの父はイタリア系で地震が直撃したアブルッツォ地方の出身であり、インタビューで「わたしの祖先の街に喜んで援助の手を差し伸べるわ」と語っている[49]。

- 2010年1月、『デイリー・ビースト』が「2009年度に最も寄付金を集めたアーティスト」のランキングを発表し、レイジング・マラウイ基金のために550万1,835ドル（約5億円）を集めたマドンナが2位にランクインした[50]。

- 同年、マラウイ共和国で婚約式を行って14年の禁固刑に処されたゲイカップルのことを知ったマドンナが彼らを釈放するように署名運動を展開、その結果マラウイ政府は二人を釈放したが、これは同国で前例が見られないことだった[51]。

- 2011年、東日本大震災復興支援を目的としたアルバム『ソングス・フォー・ジャパン』に参加。

- 2013年、所有していたフランス人画家フェルナン・レジェの作品をサザビーズのオークションに出品し、落札価格である716万5,000ドルをアフガニスタンをはじめとする地域の子供たちの教育を支援する非営利団体に寄付している[52]。

- 2023年、テネシー州でドラァグショー規制法案が可決されたことを受けて、当時開催していた「The Celebration Tour」にテネシー公演を追加。この公演はトランスジェンダーやドラァグを祝福するためのものであるとして、この公演の収益をトランスジェンダーの権利団体に寄付することを発表[53]。

## 騒動

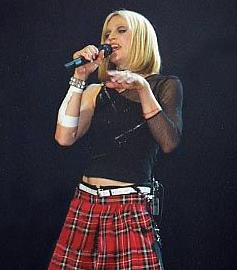
2001年、Drowned World Tourでのマドンナ

世界的に有名なポップ・スターであるマドンナは、その立ち振る舞いがたびたびマス・メディアに取り上げられている。21世紀には、コンサートの高額な入場料も話題になった。
2005年8月16日、イギリス・ロンドン郊外に所有する18億円の邸宅の庭で、47歳の誕生日プレゼントとして、当時の夫ガイ・リッチーから贈られた馬に試し乗りをしていたところ落馬をし、全治3ヶ月の大怪我を負った。診断の結果、肋骨3本にひびが入り、鎖骨と手を骨折していたことが判明。すぐに病院に搬送されたが入院はせず、その日に治療を済ませて帰宅したという。医師は「マドンナさんは日ごろからヨガで鍛錬しているため、回復も早いだろう」と語っていた。マドンナは骨折をしているにもかかわらず、事故の3日後にはロンドン市内のカバラ・センターから出てくるのを目撃されたり、携帯メーカーのモトローラのCMの撮影も済ませるなど超人並みなところを見せている。アルバム『Confessions On A Dance Floor』のプロモーションにも支障はなく、世界中のメディアはマドンナの驚異的な回復に驚いた。因みに、病院で撮影されたレントゲン写真8枚は2006年の「Confessions Tour」で「ライク・ア・ヴァージン」を歌っている際に、演出としてスクリーンに映し出された。
「Confessions Tour」では、高さ6メートルの巨大十字架に自ら磔となり、「リヴ・トゥ・テル」を歌う演出が世界中の宗教団体から非難を浴びた。ヨーロッパ・ツアーの一環であるイタリア・ローマ公演の際、公演前からカトリック聖職者らは「無礼で悪趣味、かつ挑発的」「神への冒涜に近い」非難し、イスラム教やユダヤ教の指導者からも「国に帰ったほうがいい」と非難の声が続出した。非難を浴びる中、8月6日のローマ公演で十字架パフォーマンスを実施。同公演にはローマ教皇ベネディクト16世を招待して怒りを刺激した。カトリック教会の中心地であるバチカン市国からわずか1.6キロ離れたスタディオ・オリンピコに来た約7万人の観客は十字架に磔になったマドンナを見ることができた。
2021年、自身のInstagramに乳首を露出した写真などを数点投稿したが運営側から削除され、乳首を絵文字で隠して再投稿。これについて自身が40年に渡り検問、性差別、年齢差別、女性蔑視を受けてきたとし、「女性が身体のあらゆる部分を見せるのに、なぜ乳首は駄目なの？」と意見した。

## 日本との関わり

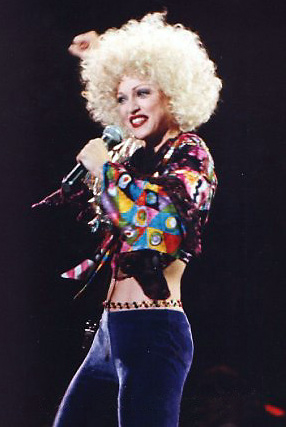
1993年、The Girlie Showでのマドンナ

マドンナの初来日を伝える『サンケイスポーツ』1984年12月17日付けには「（原文ママ）"ポップス界のマリリン・モンロー"の異名をとる米の美人歌手、マドンナが（1985年）1月20日、プロモーションのために初来日する。マドンナはデトロイト生まれの24歳。身長164cm、体重48kg。上から85–60–85というプロポーションの持ち主。昨年のデビューアルバムは全米で300万枚も売れて一躍スターの仲間入り。その上ゴシップにもコトかかず、ニューヨークNO.1の音楽技師をはじめ、デュラン・デュランのサイモン・ル・ボン、ヴァン・ヘイレンのデイヴィッド・リー・ロスら世界的な人気ロックスターと浮名を流してきた。現在の恋人はバスケットシューズでおなじみ、コンバースの御曹司でギタリストのビリー・スクワイアとか。コケティッシュでセクシーなマドンナは自ら『マドンナの名にふさわしい生き方をしたいわ。シュービジネス史上でモンローのように人々の記憶に残る人間になりたい』と"ニュー・モンロー"宣言」などと書かれている。
また「ライク・ア・ヴァージン」の日本語カバー版が、吹田明日香の歌唱で1984年12月21日にリリースされたが、発売元のワーナー・パイオニア（現：ワーナーミュージック・ジャパン）が同年12月16日に六本木のディスコ「ピジャマ」で「ミス・ライク・ア・ヴァージン・コンテスト」という宣伝イベントを開催。「ライク・ア・ヴァージン」いう言葉がアメリカでは"イイオンナ"の代名詞になっていると説明し、「ライク・ア・ヴァージン」いう言葉の浸透を目指して、全国各地でコンテストを行うと発表した。この日のコンテストでは、ミニスカートの太モモに風船をはさんでジャンプ一番パンクさせたり、バナナをくわえてお色気たっぷりにディスコダンスを踊る者がいたり、意味不明のイベントだった。
来日ツアーの際に、名古屋でコンサートを行わなかった（いわゆる名古屋飛ばし）大物ミュージシャンの事例で、しばしば彼女が引き合いに出される。
1970年代から1980年代にニューヨークで活動していた写真家・土井弘介はあるブロードウェイのショウビジネス関係者のパーティで、「ライク・ア・ヴァージン」でブレイクする直前の彼女と遭遇している。ワイルドでパンクっぽい女性がひときは目立っていたが、それが無名時代のマドンナであった。気さくに写真を撮らせてくれ、20枚ほど撮影した。その写真はのちに新潮社の写真情報誌『フォーカス』に掲載されることになった。
2024年の大晦日にはプライベートで来日、家族や恋人とともにチームラボプラネッツを訪れる様子や寿司を楽しむ姿をインスタグラムに投稿した。

## 資産

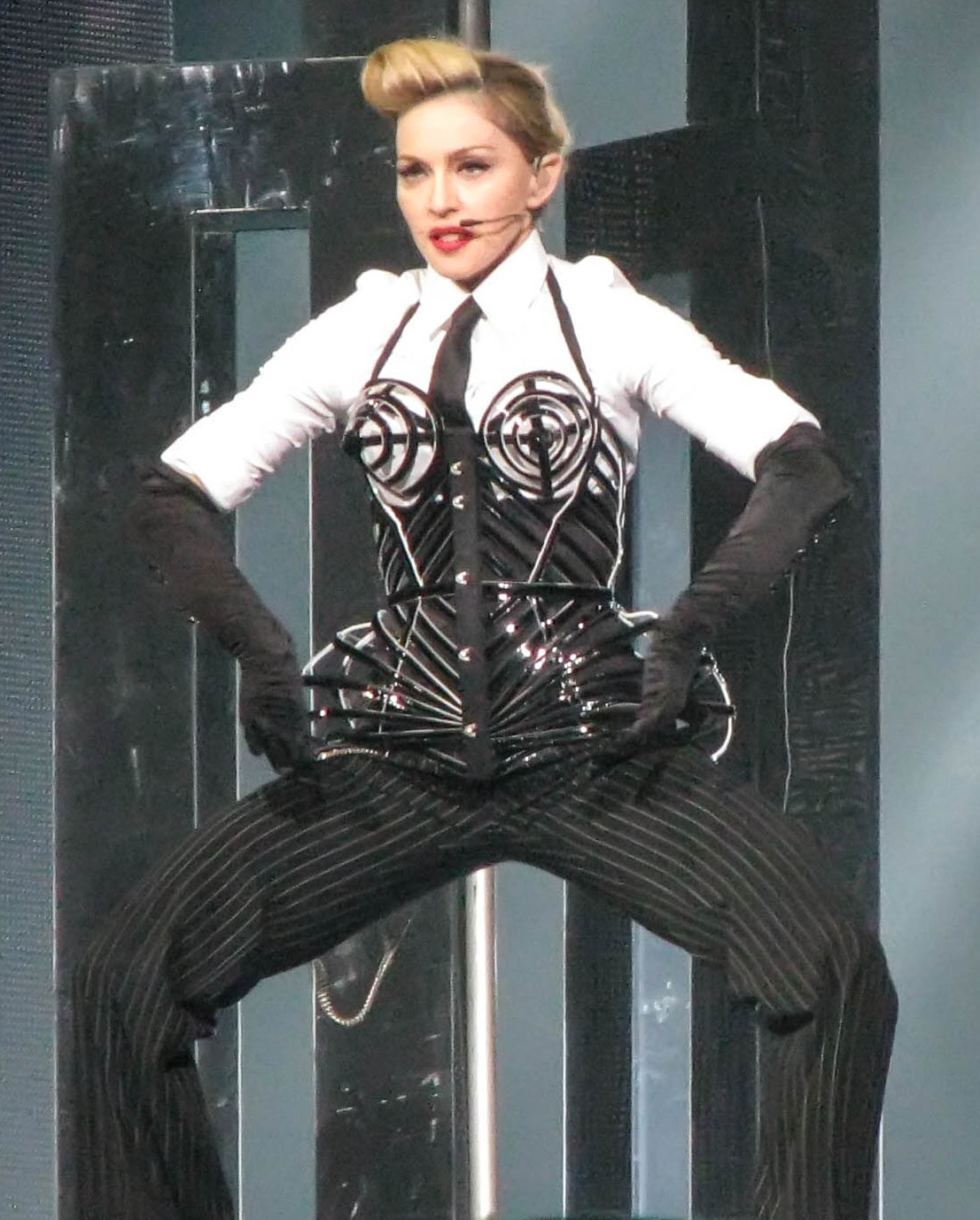
2012年、The MDNA World Tourでのマドンナ

2008年1月、米経済誌『フォーブス』誌電子版が「2007年6月まで1年間で最も収入の多かった女性シンガー」のランキングを発表し、収入が7200万ドル (日本円で約76億円) で1位にランクインした。
2009年4月、『フォーブス』誌は2008年度の「働き者のママ」のランキングを発表し、マドンナは2008年の推定収入が1億1,000万ドル（日本円で約110億円）で1位にランクインした。この収入はアルバム『ハードキャンディ』の売り上げとコンサートツアー、広告出演料などによるものである。
2009年10月、『ザ・サン』紙によると23歳のボーイフレンドのジェズス・ルスに不動産を買い与えるため物件を探しているという。不動産の条件は、ニューヨークのマドンナの豪邸から徒歩でいけることと、予算の170万ポンド（日本円で約2億5000万円）以内の物件であることらしく全額をマドンナが負担する。
2009年11月、「カートゥーン ネットワーク」が「未来のイギリスのトップセレブ」のランキングを発表し、マドンナとガイ・リッチーの息子のロッコ・リッチーがスター性、推定相続額、才能、カメラ好き度の4つのカテゴリーすべてで満点を獲得し、1位にランクインした。このランキングはセレブの子どもたちの20年後の総資産額を推定して作られたものでロッコが30歳になったときの総資産額は推定3億7600万ポンド（約560億円）になる。セレブ専門家のマーク・フリスは「ロッコは母親から巨額を相続し、父親からもかなりの額を相続します。しかし、彼が1位に輝いたのは他の3つのカテゴリーでのランキングによるものです」と語っている。
2009年12月、「BANG Media International」によると、ニューヨーク州のハンプトン近郊に広さ30エーカー（約36000坪）のワイルド・オーシャン・ファーム・ランチという馬の牧場をカルバン・クラインの元妻ケリーから600万ポンド (日本円で約8億3000万円) で購入した。ワイルド・オーシャン・ファームは現在、品評会用の馬を訓練するために使われており、今後も馬用施設として営業することを条件にマドンナは購入を許された。ある関係者は「彼女は牧場が自分のものになったことを大喜びしています」と語っている。
2010年12月、『フォーブス』誌が「エンターテインメント業界で最も稼いだ人物」を発表し、5,800万ドル（日本円で約47億5,600万円）を稼いで15位にランクインした。

## ディスコグラフィ

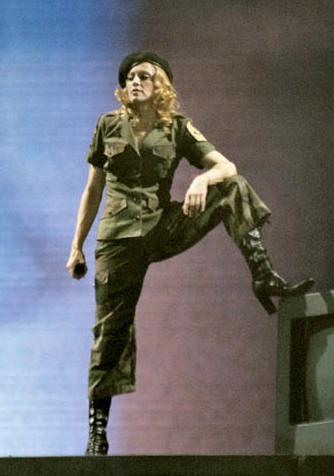
2004年、Re-Invention World Tourでのマドンナ

### スタジオ・アルバム
1. 『バーニング・アップ』 - Madonna（1983年）
2. 『ライク・ア・ヴァージン』 - Like a Virgin（1984年）
3. 『トゥルー・ブルー』 - True Blue（1986年）
4. 『ライク・ア・プレイヤー』 - Like a Prayer（1989年）
5. 『エロティカ』 - Erotica（1992年）
6. 『ベッドタイム・ストーリーズ』 - Bedtime Stories（1994年）
7. 『レイ・オブ・ライト』 - Ray of Light（1998年）
8. 『ミュージック』 - Music（2000年）
9. 『アメリカン・ライフ』 - American Life （2003年）
10. 『コンフェッションズ・オン・ア・ダンスフロア』 - Confessions on a Dance Floor（2005年）
11. 『ハード・キャンディー』 - Hard Candy（2008年）
12. 『MDNA』 - MDNA（2012年）
13. 『レベル・ハート』 - Rebel Heart （2015年）
14. 『マダムX』 - Madame X（2019年）

## ライブ

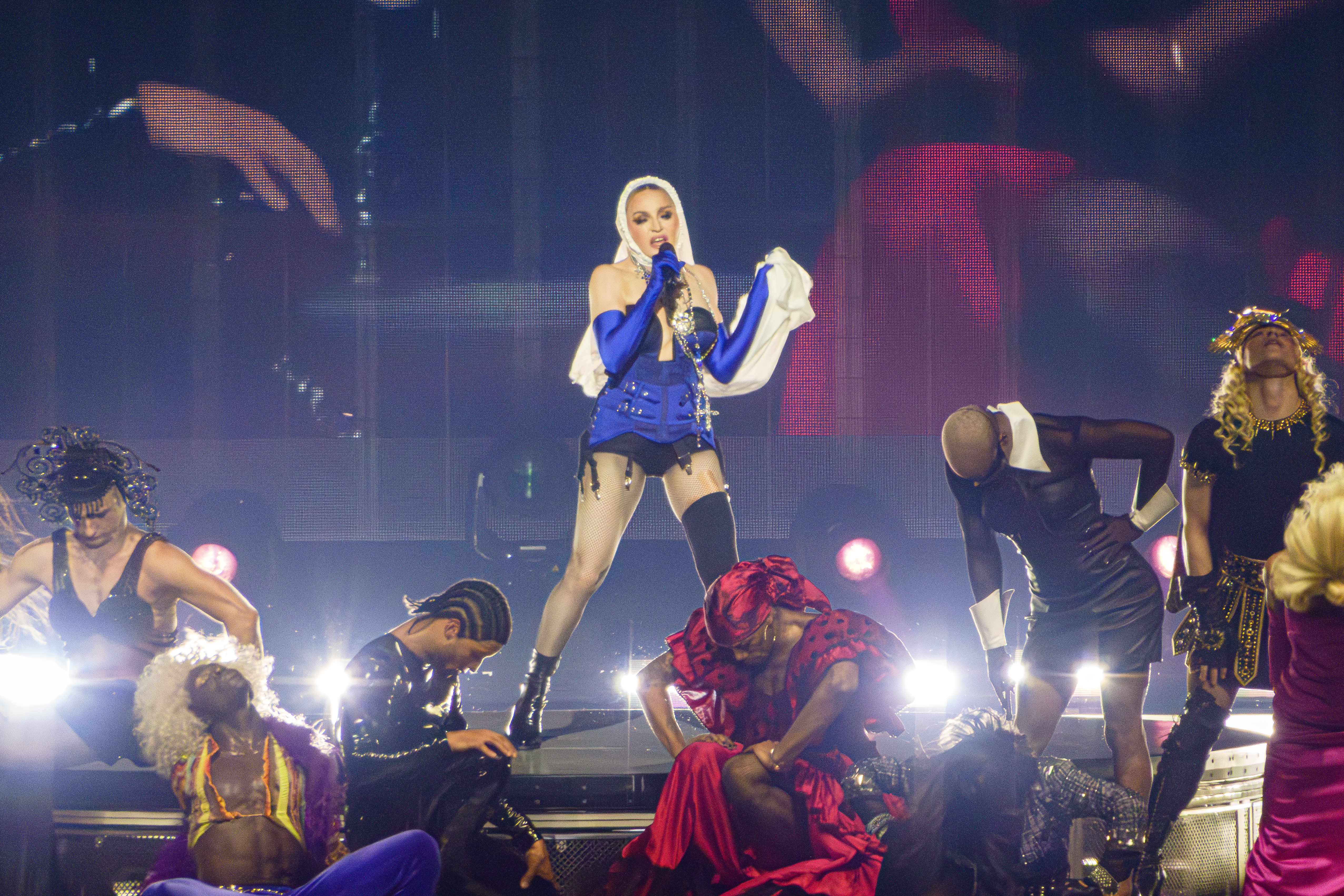
The Celebration Tour（2023年）

アルバム発売後にワールド・ツアーを行なうことがほとんどで、2001年の「ドラウンド・ワールド・ツアー」は、1993年の「ザ・ガーリー・ショウ・ツアー」から8年後に行われた。1994年にリリースされたアルバム『ベッドタイム・ストーリーズ』の後にもツアーが予定されていたが、映画『エビータ』の主演が決定したために中止されたという。2004年の「The Re-Invention Tour」では、10枚目のアルバム『アメリカン・ライフ』からの楽曲のほかに、過去の楽曲も組み込まれた。2023年の「The Celebration Tour」はキャリア41年目にして初の回顧録的ツアーとなった。
毎回、巨大セットにも注目が集まる。代表的なものとしては、1990年の「Blond Ammbition Tour」のオープニングで登場した工場をモデルにしたセット、2006年の「Confessions Tour」での2億円をかけたミラーボールと高さ6メートルの十字架などがある。

### ツアー
- 1985年「ザ・ヴァージン・ツアー（英語版）」（4月10日～6月11日　全40公演）
  - （アメリカ/カナダ）
- 1987年「フーズ・ザット・ガール・ツアー（英語版）」（6月14日～9月6日　全41公演）
  - （日本/アメリカ/カナダ/イギリス/ドイツ/オランダ/フランス/イタリア）
  - 日本では同じ年にツアーを行ったマイケル・ジャクソンと合わせ「M・M旋風」と呼ばれた。
- 1990年「ブロンド・アンビション・ツアー」（4月13日～8月5日　全57公演）
  - （日本/アメリカ/カナダ/スウェーデン/フランス/イタリア/ドイツ/イギリス/オランダ/スペイン）
- 1993年「ザ・ガーリー・ショウ・ツアー」（9月25日～12月19日　全39公演）
  - (イギリス/フランス/イスラエル/トルコ/カナダ/アメリカ/プエルトリコ/アルゼンチン/ブラジル/メキシコ/オーストラリア/日本)
- 2001年「ドラウンド・ワールド・ツアー」（6月9日～9月15日　全47公演）
  - （スペイン/イタリア/ドイツ/フランス/イギリス/アメリカ）
- 2004年「リ・インヴェンション・ツアー」（5月24日～9月14日　全56公演）
  - （アメリカ/カナダ/イギリス/アイルランド/フランス/オランダ/ポルトガル）
- 2006年「コンフェッションズ・ツアー」（5月21日～9月21日　全60公演）
  - （アメリカ/カナダ/イギリス/イタリア/ドイツ/デンマーク/フランス/オランダ/チェコ/ロシア/日本）
- 2008～2009年「スティッキー＆スウィート・ツアー」
- 2012年「MDNAツアー」（5月31日～12月22日　全88公演）
- 2015～2016年「レベル・ハート・ツアー」（2015年9月9日～2016年3月27日　全81公演）
- 2019～2020年「マダムＸツアー」（2019年9月17日～2020年3月8日 全75公演）
- 2023〜2024年「ザ・セレブレーション・ツアー」（2023年10月14日〜2024年4月 全78公演予定）

### 日本公演
- 1987年「フーズ・ザット・ガール・ツアー」
  - 6月14（ツアー初日公演）・15日、大阪スタヂアム
  - 6月21・22日、後楽園球場
  - 東京公演初日6月20日の後楽園球場は雨天により中止となった。
- 1990年「ブロンド・アンビション・ツアー」
  - 4月13（ツアー初日公演）～15日千葉マリンスタジアム（杮落とし）、4月20～22日 阪急西宮球場、4月25～27日 横浜スタジアム
- 1993年「ザ・ガーリー・ショウ・ツアー」
  - 12月7～9日、福岡ドーム
  - 12月13・14・16・17・19日（ツアー最終公演）、東京ドーム
- 2005年 『コンフェッションズ・オン・ア・ダンス・フロア』プロモーションライブ 
  - 12月7日、新木場STUDIO COAST
- 2006年「コンフェッションズ・ツアー」
  - 9月16日・17日（追加公演）、京セラドーム大阪
  - 9月20日・21日 (追加公演・ツアー最終公演) 、東京ドーム
- 2016年「レベル・ハート・ツアー」
  - 2月13日・14日（追加公演）、さいたまスーパーアリーナ[66]

### チャリティ・ライヴへの出演

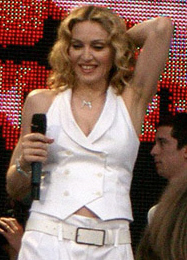
2005年、「ライヴ8」でのマドンナ

#### 1985年「ライヴ・エイド」
- ホリデイ
- イントゥ・ザ・グルーヴ
- ラブ・メイクス・ザ・ワールド・ゴー・ラウンド

マドンナは、アメリカのフィラデルフィアにあるJFKスタジアムからの出演となった。「ラブ・メイクス・ザ・ワールド・ゴー・ラウンド」はこのライヴ・エイドのために制作された楽曲で、後に3rdアルバム『トゥルー・ブルー』に収録された。

#### 2005年「ツナミ・エイド：ア・コンサート・オブ・ホープ」
- イマジン

2004年12月下旬にスマトラ島沖地震により発生した津波で被害を受けた被災地を救うために放送された番組にロンドンのスタジオから出演。前年に行なった自身のツアーでも披露した「イマジン」を歌唱。

#### 2005年「ライヴ8」
- ライク・ア・プレイヤー
- レイ・オブ・ライト
- MUSIC

最大のチャリティ・ライヴ。マドンナはロンドンのハイド・パークから出演。聖歌隊やダンサーを従え、自身の代表曲を歌唱した。「Like A Prayer ライク・ア・プレイヤー」では飢餓によって危険な状態だったとこから奇跡的に助かった女の子が登場し、マドンナと手をつないで歌った。

#### 2007年「ライヴ・アース」
- ヘイ・ユー
- レイ・オブ・ライト
- ラ・イスラ・ボニータ
- ハング・アップ

地球温暖化の問題を訴えかけるために開催された「ライブ・アース」にロンドンのウェンブリー・スタジアムから出演。「ヘイ・ユー」は、このライヴのために制作されたチャリティソングで、ダウンロードのみでの公開となった。「ラ・イスラ・ボニータ」ではニューヨークのバンド、ユージン・ハッツとのコラボが実現。「レラ・パラ・トゥーテ」という曲をミックスさせたアレンジで披露した。

#### 2010年「ホープ・フォー・ハイチ・ナウ」
- ライク・ア・プレイヤー

ハイチ大地震の救済のために放送されたチャリティ番組で、聖歌隊をバックにアコースティックヴァージョンを披露した。

## 使用機材

### ギター

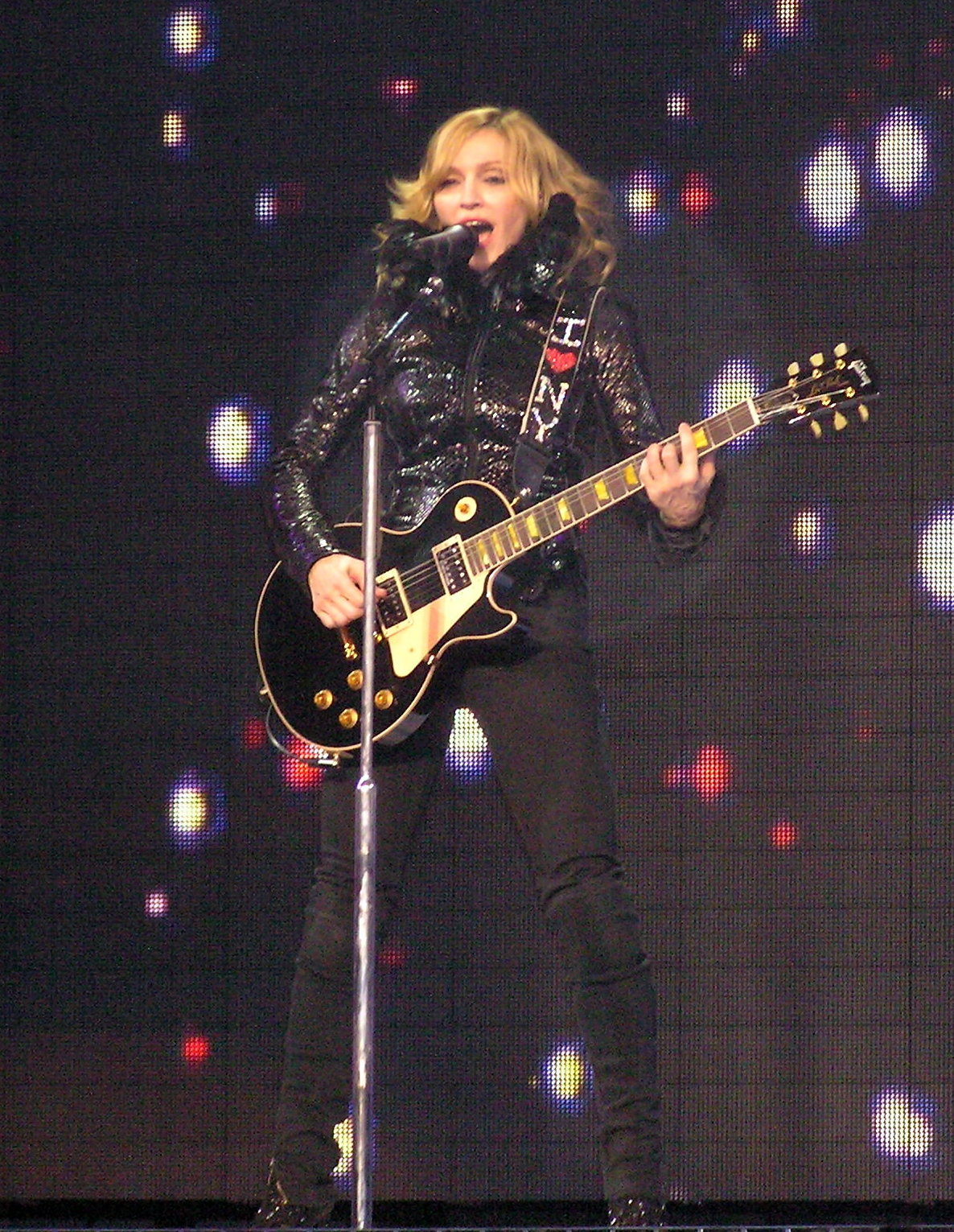
エレクトリック・ギターを弾くマドンナ (2006年)

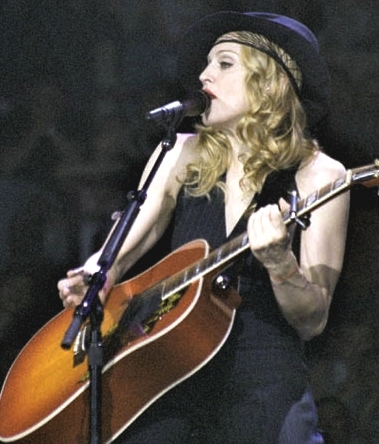
アコースティック・ギターを弾くマドンナ（2004年）

『ドラウンド・ワールド・ツアー』から、マドンナはダンスのほかにギターを使用したステージも披露している。
★エレクトリック・ギター
- バーニング・アップ（リ・インヴェンション・ツアー、レベル・ハート・ツアー）
- レイ・オブ・ライト（コンフェッションズ・ツアー、スティッキー＆スウィート・ツアー）
- キャンディ・パフューム・ガール（ドラウンド・ワールド・ツアー）
- マテリアル・ガール（リ・インヴェンション・ツアー）
- アイ・ラヴ・ニューヨーク（コンフェッションズ・ツアー）
- ヒューマン・ネイチャー（スティッキー＆スウィート・ツアー）
- ボーダーライン（スティッキー＆スウィート・ツアー）
- ハング・アップ（スティッキー＆スウィート・ツアー）
- アイ・ドント・ギヴ・ア （MDNAツアー)
- ターン・アップ・ザ・ラジオ（MDNAツアー）
- アイム・ア・シナー（MDNAツアー）

★アコースティック・ギター
- アイ・ディザーブ・イット（ドラウンド・ワールド・ツアー）
- シークレット（ドラウンド・ワールド・ツアー）
- ラ・イスラ・ボニータ（ドラウンド・ワールド・ツアー）
- ナッシング・フェイルズ（リ・インヴェンション・ツアー）
- マザー・アンド・ファザー（リ・インヴェンション・ツアー）
- パラダイス (ノット・フォー・ミー)（コンフェッションズ・ツアー）
- マイルズ・アウェイ（スティッキー＆スウィート・ツアー）
- レベル・ハート（レベル・ハート・ツアー）

## 映画

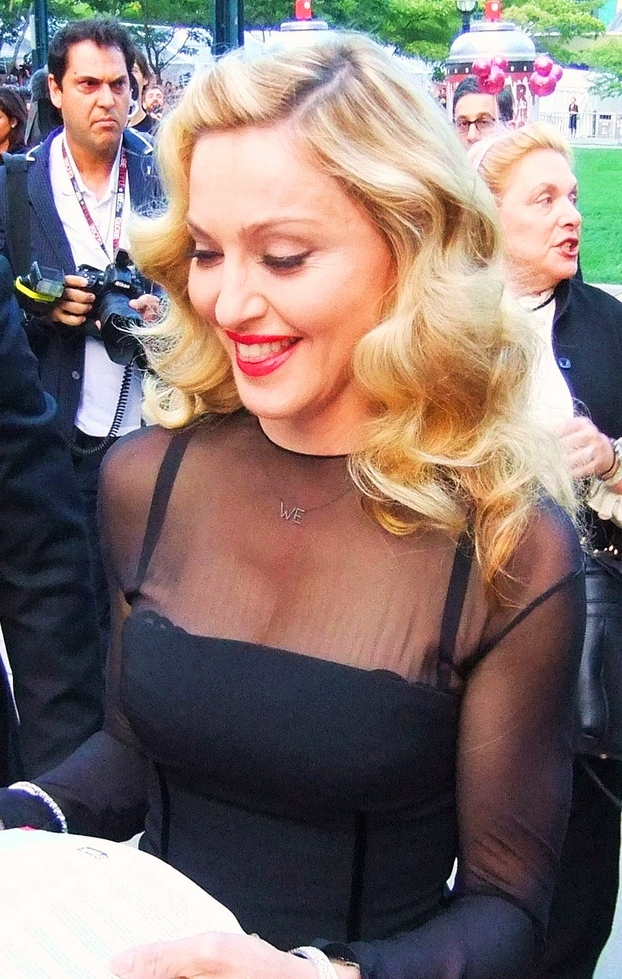
2012年、トロント国際映画祭でのマドンナ

- 堕天使 A Certain Sacrifice（1979）『マドンナ in 生贄』[注釈 1]
- ビジョン・クエスト/青春の賭け Vision Quest（1985）※カメオ出演
- マドンナのスーザンを探して Desperately Seeking Susan（1985）
- 上海サプライズ Shanghai Surprise（1986）
- フーズ・ザット・ガール Who's That Girl（1987）
- ワンナイト・オブ・ブロードウェイ Bloodhounds Of Broadway（1989）
- ディック・トレイシー Dick Tracy（1990）
- イン・ベッド・ウィズ・マドンナ Madonna: Truth or Dare（1991）※ドキュメンタリー映画
- Shadows and Fog（1992）※カメオ出演
- プリティ・リーグ A League Of Their Own（1992）
- BODY/ボディ Body Of Evidence（1993）
- スネーク・アイズ Dangerous Game（1993）
- ブルー・イン・ザ・フェイス Blue in the Face（1995）※カメオ出演
- フォー・ルームス Four Rooms（1995）
- ガール6 Girl 6（1996）
- エビータ Evita（1996）
- 2番目に幸せなこと The Next Best Thing（2000）
- スウェプト・アウェイ Swept Away（2002）
- 007 ダイ・アナザー・デイ Die Another Day（2002）
- エージェント・コーディ Agent Cody Banks（2003）製作総指揮
- アイム・ゴーイング・トゥ・テル・ユー・ア・シークレット I'm Going To Tell You A Secret（2005）※ドキュメンタリー映画
- アーサーとミニモイの不思議な国 Arthur et les Minimoys（2006）声の出演
- ワンダーラスト Filth and Wisdom（2008）監督
- ウォリスとエドワード 英国王冠をかけた恋 W.E.（2011）監督、主題歌

### 映画解説
以上がマドンナが出演、または監督してきた映画である。最悪の映画を選ぶゴールデンラズベリー賞 (ラジー賞) の常連でもある。最悪主演女優賞は 『上海サプライズ』 『フーズ・ザット・ガール』 『BODY/ボディ』 『2番目に幸せなこと』 『スウェプト・アウェイ』 の5回（『スウェプト・アウェイ』 は最悪スクリーンカップル賞も）、これに最悪助演女優賞の 『フォー・ルームス』 『007 ダイ・アナザー・デイ』、2000年の特別賞としての20世紀最悪主演女優賞とあわせて9回の受賞歴がある。その一方で、歌唱力を生かした『エビータ』のエバ・ペロン役ではゴールデングローブ賞の女優賞を獲得するなど、真っ当な評価を受けた。
初監督作品『ワンダーラスト』はロンドンを舞台とする群像劇で、2008年に制作・公開され、日本では2009年1月に公開された。監督第2弾作品『W.E.』は全米で2012年2月（イギリス2012年1月）、日本では2012年11月に『ウォリスとエドワード 英国王冠をかけた恋』の邦題で公開された。

## 書籍

### 写真集

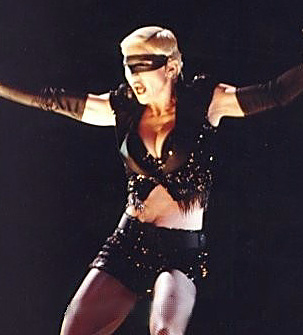
1993年、The Girlie Showでのマドンナ

- 『SEX by MADONNA』中谷ハルナ 訳 同朋舎

1992年に発売されたヌード写真集。ヘアは無修正。

### 絵本
- 『イングリッシュ ローズィズ』（2003年、日本語訳：江國香織、イラスト：ジェフリー・フルビマーリ）ホーム社・集英社
30か国語で翻訳され、100か国以上で発売、ニューヨーク・タイムズのベストセラーリスト（児童書部門）で1位、その他の国でも増刷されるなどの売れ行きを記録[69]。
- 『ピーボディ先生のりんご』（2004年、日本語訳：村山由佳）ホーム社・集英社
- 『ヤコブと七人の悪党』（2004年、日本語訳：角田光代、イラスト：ガナディ・スピリン) ホーム社・集英社
- 『アブディーの冒険物語』（2005年、日本語訳：小沢征良）ホーム社・集英社
- 『オカネ・モッチャが見つけたしあわせ』（2005年、日本語訳：井上荒野、イラスト：ルイ・パイシュ）ホーム社・集英社
- 『イングリッシュ・ローズィズ2』（2007年、日本語訳：江國香織、イラスト：ステイシー・ピーターソン）ホーム社・集英社

## 受賞・記録

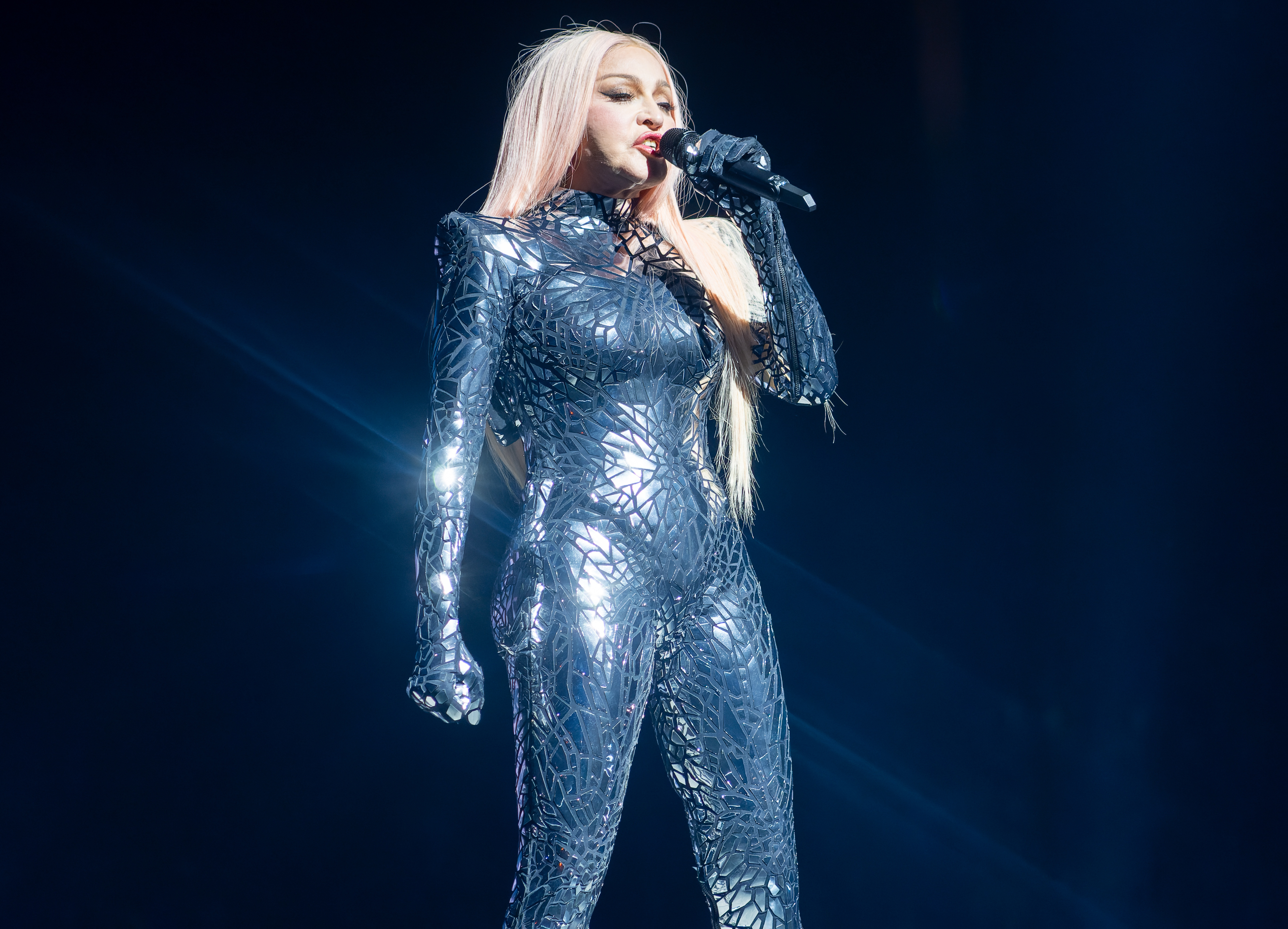
「The Celebration Tour」（2023年）

### グラミー賞
1992年
- Best Music Video - Long Form (Blond Ambition Tour)

1999年
- Best Pop Album (Ray of Light)
- Best Short Form Music Video (Ray of Light)
- Best Recording Package for Art

2000年
- Best Song Written for a Motion Picture (Beautiful Stranger)

2001年
- Best Recording Package (Music)

2007年
- Best Electronic/Dance Album (Confessions On A Dance Floor)

### 記録
- 全英シングルチャートNo.1獲得数（女性ソロアーティスト歴代1位）: 13作[71]
- 全米シングルチャートTOP10獲得数（アーティスト歴代1位）: 37曲
- 5年代連続全米シングルチャート（Hot 100）入り[72]
- ポップ・ミュージック史上アルバムNo.1最多獲得国数: 40ヶ国（Confessions On A Dance Floor/2005年）[73]
- ポップ・ミュージック史上シングルNo.1最多獲得国数: 43ヶ国（Hung Up/2005年）
- 全米アルバムチャートNo.1獲得数（女性ソロアーティスト歴代2位）: 7作
- 日本でのアルバムチャート3年代連続1位（1989: Like A Prayer, 1990: I'm Breathless, 2008: Hard Candy）[74]
- ツアー興行収入最高記録: 4億800万ドル（Sticky & Sweet Tour/2008年～2009年）
- 全米シングルチャートで最高位が1位から10位迄の楽曲を保持する、希有な記録もある。
- 最もチケットを売ったツアー・アーティスト[13]

### 日本ゴールドディスク大賞
1986年（第1回）
- 日本ゴールドディスク大賞（洋楽部門）
- グランプリ・アルバム賞・・・「トゥルー・ブルー」
- アルバム賞（ポップス・ソロ部門）・・・「トゥルー・ブルー」

1989年 (第4回)
- 日本ゴールドディスク大賞（洋楽部門）
- グランプリ・アルバム賞・・・「ライク・ア・プレイヤー」
- アルバム賞（ポップス・ソロ部門）・・・「ライク・ア・プレイヤー」

1990年（第5回）
- 日本ゴールドディスク大賞（洋楽部門）
- グランプリ・アルバム賞・・・「アイム・ブレスレス」
- アルバム賞（ポップス女性部門）・・・「アイム・ブレスレス」

1992年（第7回）
- 日本ゴールドディスク大賞（洋楽部門）
- アルバム賞（ポップス部門）・・・「エロティカ」

2008年（第23回）
- アーティスト・オブ・ザ・イヤー（洋楽部門）
- 「着うた」ソング・オブ・ザ・イヤー（洋楽部門）・・・「マイルズ・アウェイ」
- 「着うたフル」ソング・オブ・ザ・イヤー（洋楽部門）・・・「マイルズ・アウェイ」
- PC配信ソング・オブ・ザ・イヤー（洋楽部門）・・・「マイルズ・アウェイ」
- ザ・ベスト3アルバム・・・「ハード・キャンディー」
  - 実績として、アルバム「ハード・キャンディー」が31万4595枚。配信が1,005,523DLだった。